# Seek and Destroy (videogame)
Seek and Destroy, conhecido no Japão como Shin Combat Choro Q (新コンバットチョロQ, Shin Konbatto Choro Q), é um jogo de ação para PlayStation 2 lançado pela Takara Co Ltd e publicado e licenciado pela Play it Ltd. - Jogo de combate veicular para 2 jogadores, com mais de 100 tanques e mais de 100 atualizações para escolher. Envolve atualizar e personalizar seu tanque para progredir no jogo e atender às necessidades específicas da missão/mapa (incluindo minijogos opcionais).

## Trama

### Facções
Existem 3 facções em Seek and Destroy:
- Q-Stein Empire (Império Q-Stein) é retratado como a facção "malvada" e um império com grande poder militar. Eles invadem uma série de outras nações (incluindo Nibelia e o Reino Proton). O código de cores básico para a maioria de suas unidades é preto, roxo escuro e um "Q" vermelho como bandeira. A sua força é composta principalmente por tanques alemães e russos; suas unidades de elite e oficiais de campo ostentam a insígnia Q-Stein em suas armaduras. [1]
- Proton Kingdom (Reino Proton) é retratado como a facção “boa”. O jogador é membro desta facção. O código de cores básico para a maioria de suas unidades é branco e azul claro, com o que se acredita ser uma águia branca contra um fundo azul claro. Embora o poderio militar do Reino de Proton não seja tão grande quanto o do Império Q-stein, seu governo é considerado bem organizado e foi capaz de responder rapidamente à declaração inicial de guerra, provavelmente poupando-os da destruição causada às outras nações. Suas forças são formadas principalmente por tanques americanos e britânicos, excluindo o tanque do jogador, a menos que seja selecionado de outra forma. [1]
- Nibelia é uma nação insular aliada ao Reino Proton. Nibelia foi bloqueada pelas forças Q-Stein, mas o bloqueio foi quebrado pelas tropas de libertação do Reino Proton. Seu poderio militar não é forte se comparado ao exército de Proton e Q-stein, mas eles lutam com a mesma ferocidade; eles também têm uma pequena força aérea (curiosamente composta por bombardeiros Heinkel He 111), como visto na missão “Flash of Explosion”. A maioria de seus tanques é de origem britânica, mas existem alguns de origens diversas. Por exemplo, o seu líder militar, Capitão Boane, é um Merkava III israelita. [1]

## Modos de jogo
- Modo Principal/História: O curso principal do jogo
- Arena de Batalha: Combate contra outros tanques em arenas especiais
- Expert Arena: Série de percursos desafiadores que testam as habilidades no comando do tanque ou de um equipamento específico (corridas aquáticas e sobrevivência a bombas).
- Modo Multiplayer: Para mais de um jogador, conta com Battle Arena e Expert Arena, é possível desbloquear senhas para usar em Rivendall falando com o tanque multicolorido.

## Recepção
O jogo recebeu críticas "mistas" de acordo com o site de agregação de críticas Metacritic.  No Japão, a Famitsu deu uma pontuação de dois setes, um seis e um sete, totalizando 27 de 40. 